# Saint-Jean-de-Valériscle
Pour les articles homonymes, voir Saint-Jean.
Saint-Jean-de-Valériscle est une commune française située dans le nord du département du Gard, en région Occitanie.
Exposée à un climat méditerranéen, elle est drainée par l'Auzonnet et divers autres petits cours d'eau. La commune est incluse dans les Cévennes.
Saint-Jean-de-Valériscle est une commune rurale qui compte 593 habitants en 2022, après avoir connu un pic de population de 2 072 habitants en 1926. Elle est dans l'agglomération d'Alès et fait partie de l'aire d'attraction d'Alès. Ses habitants sont appelés les Saint-Jeannais ou Saint-Jeannaises.

## Géographie
Le village est situé entre Alès et Saint-Ambroix. Il faisait partie du bassin houiller des Cévennes. Il est arrosé par la rivière Auzonnet.

### Climat
Pour des articles plus généraux, voir Climat de l'Occitanie et Climat du Gard.
En 2010, le climat de la commune est de type climat méditerranéen franc, selon une étude s'appuyant sur une série de données couvrant la période 1971-2000. En 2020, Météo-France publie une typologie des climats de la France métropolitaine dans laquelle la commune est exposée à un climat de montagne ou de marges de montagne et est dans la région climatique Provence, Languedoc-Roussillon, caractérisée par une pluviométrie faible en été, un très bon ensoleillement (2 600 h/an), un été chaud (21,5 °C), un air très sec en été, sec en toutes saisons, des vents forts (fréquence de 40 à 50 % de vents > 5 m/s) et peu de brouillards.
Pour la période 1971-2000, la température annuelle moyenne est de 12,8 °C, avec une amplitude thermique annuelle de 17,2 °C. Le cumul annuel moyen de précipitations est de 1 242 mm, avec 7,7 jours de précipitations en janvier et 3,9 jours en juillet. Pour la période 1991-2020, la température moyenne annuelle observée sur la station météorologique la plus proche, située sur la commune de Salindres à 7 km à vol d'oiseau, est de 14,0 °C et le cumul annuel moyen de précipitations est de 1 092,1 mm,. Pour l'avenir, les paramètres climatiques de la commune estimés pour 2050 selon différents scénarios d’émission de gaz à effet de serre sont consultables sur un site dédié publié par Météo-France en novembre 2022.

### Milieux naturels et biodiversité

#### Espaces protégés
La protection réglementaire est le mode d’intervention le plus fort pour préserver des espaces naturels remarquables et leur biodiversité associée,.
Dans ce cadre, la commune fait partie de l'aire d'adhésion du Parc national des Cévennes. Ce  parc national, créé en 1967, est un territoire de moyenne montagne formé de cinq entités géographiques : le massif de l'Aigoual, le causse Méjean avec les gorges du Tarn et de la Jonte, le mont Lozère, les vallées cévenoles ainsi que le piémont cévenol.
La commune fait partie de la zone de transition des Cévennes, un territoire d'une superficie de 116 032 ha reconnu réserve de biosphère par l'UNESCO en 1985 pour la mosaïque de milieux naturels qui la composent et qui abritent une biodiversité exceptionnelle, avec 2 400 espèces animales, 2 300 espèces de plantes à fleurs et de fougères, auxquelles s’ajoutent d’innombrables mousses, lichens, champignons,.

## Urbanisme

### Typologie
Au 1er janvier 2024, Saint-Jean-de-Valériscle est catégorisée commune rurale à habitat dispersé, selon la nouvelle grille communale de densité à sept niveaux définie par l'Insee en 2022.
Elle appartient à l'unité urbaine d'Alès, une agglomération intra-départementale regroupant 22  communes, dont elle est une commune de la banlieue,,. Par ailleurs la commune fait partie de l'aire d'attraction d'Alès, dont elle est une commune de la couronne,. Cette aire, qui regroupe 64 communes, est catégorisée dans les aires de 50 000 à moins de 200 000 habitants,.

### Occupation des sols
L'occupation des sols de la commune, telle qu'elle ressort de la base de données européenne d’occupation biophysique des sols Corine Land Cover (CLC), est marquée par l'importance des forêts et milieux semi-naturels (89,7 % en 2018), une proportion identique à celle de 1990 (89,7 %). La répartition détaillée en 2018 est la suivante :
forêts (66,6 %), milieux à végétation arbustive et/ou herbacée (23,1 %), zones urbanisées (7,2 %), zones agricoles hétérogènes (3,1 %). L'évolution de l’occupation des sols de la commune et de ses infrastructures peut être observée sur les différentes représentations cartographiques du territoire : la carte de Cassini (XVIIIe siècle), la carte d'état-major (1820-1866) et les cartes ou photos aériennes de l'IGN pour la période actuelle (1950 à aujourd'hui).

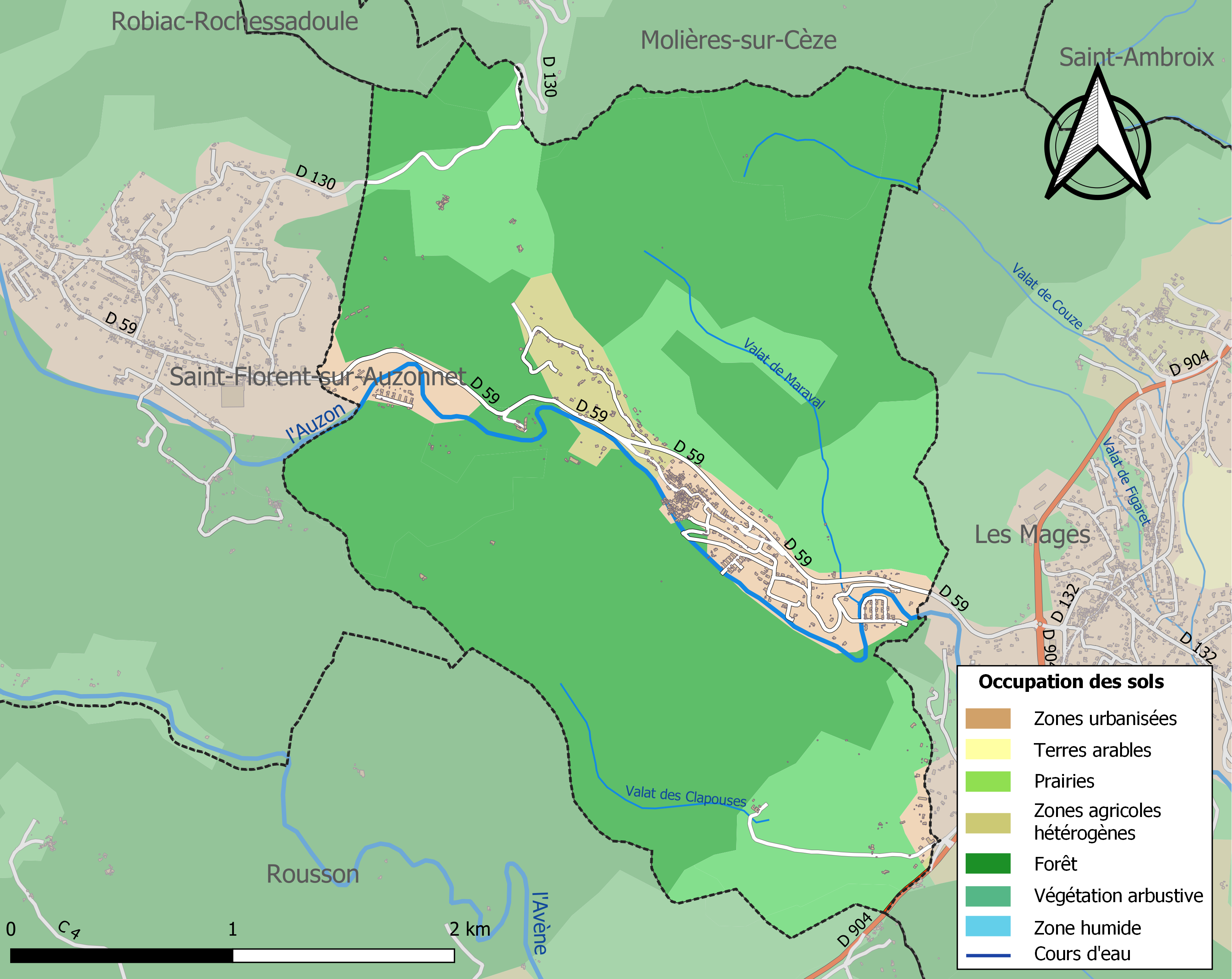
Carte des infrastructures et de l'occupation des sols de la commune en 2018 (CLC).

### Risques majeurs
Le territoire de la commune de Saint-Jean-de-Valériscle est vulnérable à différents aléas naturels : météorologiques (tempête, orage, neige, grand froid, canicule ou sécheresse), inondations, feux de forêts, mouvements de terrains et séisme (sismicité faible). Il est également exposé à un risque particulier : le risque de radon. Un site publié par le BRGM permet d'évaluer simplement et rapidement les risques d'un bien localisé soit par son adresse soit par le numéro de sa parcelle.

#### Risques naturels
La commune fait partie du territoire à risques importants d'inondation (TRI) d'Alès, regroupant 37 communes autour d'Alès, un des 31 TRI qui ont été arrêtés fin 2012 sur le bassin Rhône-Méditerranée, retenu au regard des risques de débordements de la Cèze et des Gardons. Parmi les dernières crues significatives qui ont touché le territoire figurent celles de 1958 et de septembre 2002. Des cartes des surfaces inondables ont été établies pour trois scénarios : fréquent (crue de temps de retour de 10 ans à 30 ans), moyen (temps de retour de 100 ans à 300 ans) et extrême (temps de retour de l'ordre de 1 000 ans, qui met en défaut tout système de protection),. La commune a été reconnue en état de catastrophe naturelle au titre des dommages causés par les inondations et coulées de boue survenues en 1982, 1983, 1993, 2002, 2008, 2014 et 2015,.

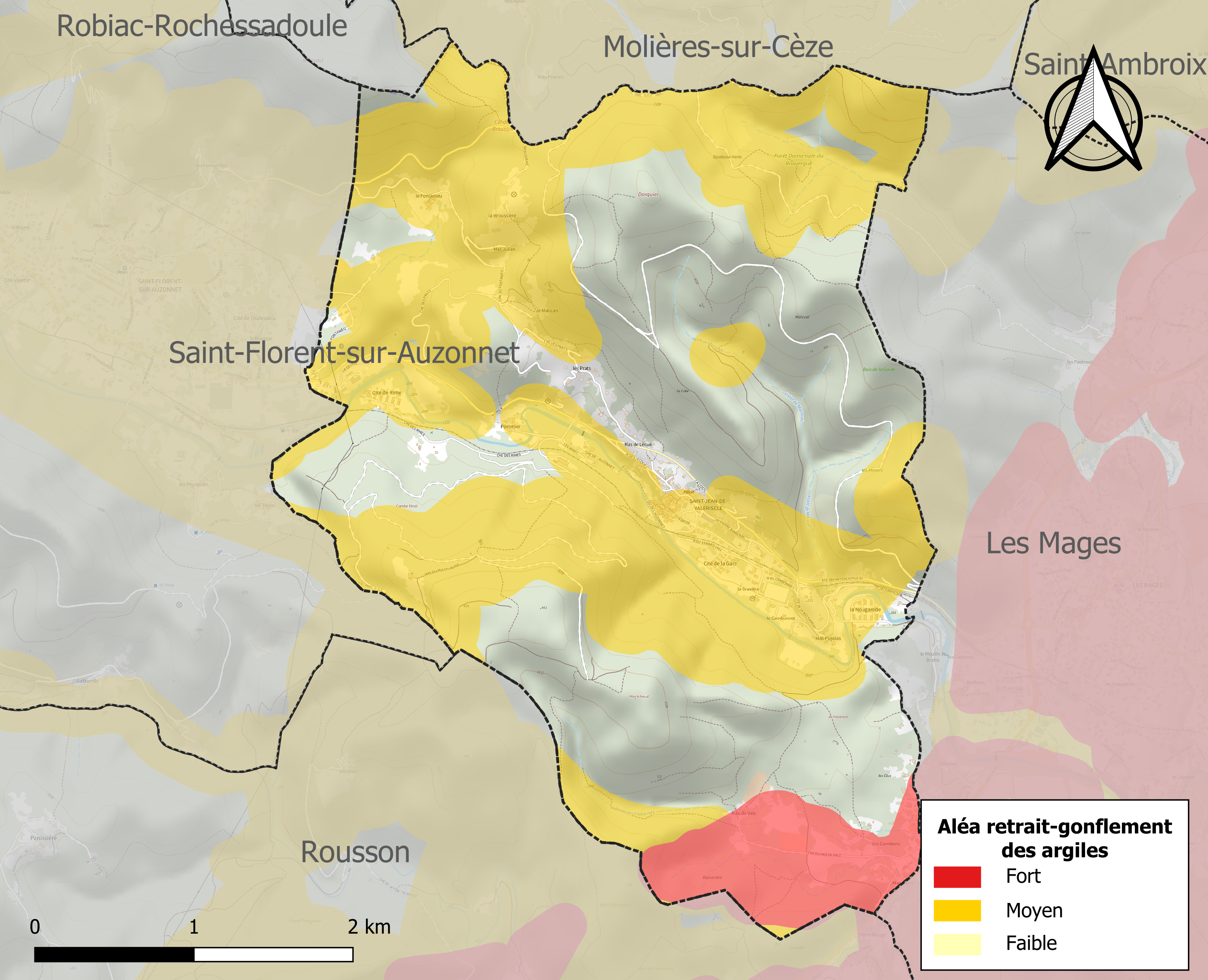
Carte des zones d'aléa retrait-gonflement des sols argileux de Saint-Jean-de-Valériscle.

La commune est vulnérable au risque de mouvements de terrains constitué principalement du retrait-gonflement des sols argileux. Cet aléa est susceptible d'engendrer des dommages importants aux bâtiments en cas d’alternance de périodes de sécheresse et de pluie. 58,5 % de la superficie communale est en aléa moyen ou fort (67,5 % au niveau départemental et 48,5 % au niveau national). Sur les 253 bâtiments dénombrés sur la commune en 2019, 192 sont en aléa moyen ou fort, soit 76 %, à comparer aux 90 % au niveau départemental et 54 % au niveau national. Une cartographie de l'exposition du territoire national au retrait gonflement des sols argileux est disponible sur le site du BRGM,.
Par ailleurs, afin de mieux appréhender le risque d’affaissement de terrain, l'inventaire national des cavités souterraines permet de localiser celles situées sur la commune.
Concernant les mouvements de terrains, la commune a été reconnue en état de catastrophe naturelle au titre des dommages causés par des mouvements de terrain en 1983.

#### Risque particulier
Dans plusieurs parties du territoire national, le radon, accumulé dans certains logements ou autres locaux, peut constituer une source significative d’exposition de la population aux rayonnements ionisants. Certaines communes du département sont concernées par le risque radon à un niveau plus ou moins élevé. Selon la classification de 2018, la commune de Saint-Jean-de-Valériscle est classée en zone 3, à savoir zone à potentiel radon significatif.

## Histoire
L'histoire de Saint-Jean-de-Valériscle commence quelque 20 siècles avant notre ère quand des hommes préhistoriques habitaient une caverne sur les pentes du village à proximité de l'Auzonnet.
Plus tard, les Romains laisseront des traces physiques et écrites de leurs passages, une grande voie romaine traversant les Cévennes, la voie Regordane qui passe à une dizaine de kilomètres.
Le village longtemps essentiellement agricole, était reconnu pour la qualité de ses oignons, et était indifféremment appelé Saint Jean-de-Valériscle ou Saint-Jean-de-Cèbes (oignons en occitan).
Durant le Moyen-Âge, la seigneurie Saint-Jean de Valériscle appartint à la famille de Bérard de Montalet qui possédait diverses seigneuries.
L'exploitation, artisanale, du charbon de pierre se pratiquait déjà à Saint-Jean-de-Valériscle en 1549.
Au cours de la Révolution française, la commune porte provisoirement le nom de Valériscle.
Au XIXe siècle, l'activité économique du village se partage entre agriculture (oignons, châtaignes), sériciculture (vers à soie) et charbon dont les gisements commencent à être exploités au milieu du siècle. Le village entretemps voit sa population chuter de près de mille âmes à la suite de la création de la commune Des Mages par scission de ce hameau de la commune de Saint-Jean-de-Valériscle. En 1882, la commune de  Molières-sur-Cèze est créée à partir d'une partie du territoire de la commune ainsi que de parties des territoires de Meyrannes et de Robiac-Rochessadoule.

Au XXe siècle, la sériculture disparait et l'exploitation des mines cesse vers 1960. Le village se tourne alors vers le tourisme et la production d'huile d'olive.
La commune de Saint-Jean-de-Valériscle appartient à Alès Agglomération.

### Héraldique
| Armes de Saint-Jean-de-Valériscle | Les armes de Saint-Jean-de-Valériscle se blasonnent ainsi : De sinople aux trois oignons renversés d'argent. |

## Politique et administration
| Période                                  | Période                 | Identité         | Étiquette | Qualité                                |
| ---------------------------------------- | ----------------------- | ---------------- | --------- | -------------------------------------- |
| octobre 1947                             | 3 novembre 1963 (décès) | Fernand Gineste  | PCF       | Ouvrier mineur                         |
| novembre 1963                            | mars 1971               | Paul Veyssière   | PCF       | Employé de la sécurité sociale minière |
| mars 1971                                | mars 1977               | Henri Guiraud    | PCF       | Ouvrier mineur                         |
| mars 1977                                | mars 2001               | Edgard Boyac     | PS        | Entrepreneur de maçonnerie             |
| mars 2001                                | juin 2002               | Bruno Assenat    | PCF       | Ouvrier mineur                         |
| juin 2002                                | mars 2014               | Bernard Hillaire | FDG       |                                        |
| mars 2014                                | septembre 2015          | José Puso        | DVG       | Enseignant                             |
| décembre 2015                            | En cours                | Catherine Justet | DVG       | Fonctionnaire territorial              |
| Les données manquantes sont à compléter. |                         |                  |           |                                        |

La commune fait partie du canton de Rousson, lui-même rattaché à l'arrondissement d'Alès.

## Démographie
L'évolution du nombre d'habitants est connue à travers les recensements de la population effectués dans la commune depuis 1793. Pour les communes de moins de 10 000 habitants, une enquête de recensement portant sur toute la population est réalisée tous les cinq ans, les populations de référence des années intermédiaires étant quant à elles estimées par interpolation ou extrapolation. Pour la commune, le premier recensement exhaustif entrant dans le cadre du nouveau dispositif a été réalisé en 2005.

En 2022, la commune comptait 593 habitants, en évolution de −12,79 % par rapport à 2016 (Gard : +2,97 %, France hors Mayotte : +2,11 %).
| 1793  | 1800  | 1806  | 1821  | 1831  | 1836 | 1841 | 1846 | 1851 |
| ----- | ----- | ----- | ----- | ----- | ---- | ---- | ---- | ---- |
| 1 450 | 1 466 | 1 507 | 1 714 | 1 840 | 881  | 823  | 850  | 947  |

| 1856 | 1861 | 1866 | 1872 | 1876 | 1881 | 1886 | 1891 | 1896 |
| ---- | ---- | ---- | ---- | ---- | ---- | ---- | ---- | ---- |
| 836  | 813  | 851  | 810  | 853  | 829  | 950  | 957  | 978  |

| 1901 | 1906  | 1911  | 1921  | 1926  | 1931  | 1936  | 1946  | 1954  |
| ---- | ----- | ----- | ----- | ----- | ----- | ----- | ----- | ----- |
| 942  | 1 049 | 1 230 | 1 586 | 2 072 | 1 808 | 1 187 | 1 540 | 1 672 |

| 1962  | 1968  | 1975 | 1982 | 1990 | 1999 | 2005 | 2006 | 2010 |
| ----- | ----- | ---- | ---- | ---- | ---- | ---- | ---- | ---- |
| 1 404 | 1 282 | 824  | 742  | 672  | 716  | 715  | 716  | 727  |

| 2015 | 2020 | 2022 | - | - | - | - | - | - |
| ---- | ---- | ---- | - | - | - | - | - | - |
| 684  | 605  | 593  | - | - | - | - | - | - |

La perte d'environ 1 000 habitants entre 1831 et 1836 s'explique par la création en 1834 de la commune des Mages, anciennement hameau de Saint-Jean-de-Valériscle.

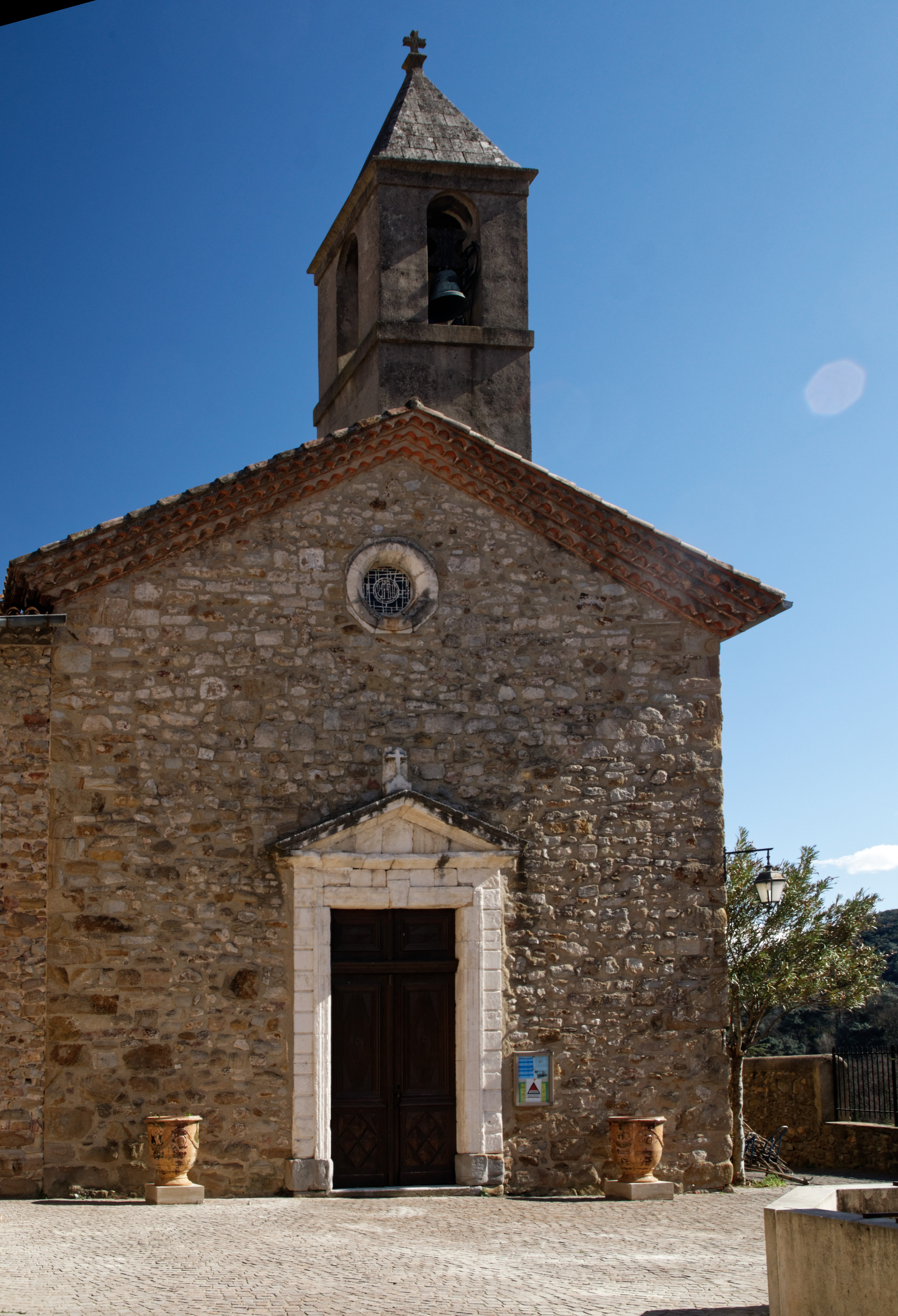
Église Saint Jean l'Évangéliste, église romane du 12e siècle, connue pour ses bouteilles de poterie faisant office de résonateurs de Helmholtz.

## Économie

### Revenus
En 2018 (données Insee publiées en septembre 2021), la commune compte 266 ménages fiscaux, regroupant 576 personnes. La médiane du revenu disponible par unité de consommation est de 17 260 € (20 020 € dans le département).

### Emploi
|                | 2008   | 2013   | 2018   |
| -------------- | ------ | ------ | ------ |
| Commune        | 13,8 % | 19,2 % | 16,5 % |
| Département    | 10,6 % | 12 %   | 12 %   |
| France entière | 8,3 %  | 10 %   | 10 %   |

En 2018, la population âgée de 15 à 64 ans s'élève à 395 personnes, parmi lesquelles on compte 67,8 % d'actifs (51,2 % ayant un emploi et 16,5 % de chômeurs) et 32,2 % d'inactifs,. Depuis 2008, le taux de chômage communal (au sens du recensement) des 15-64 ans est supérieur à celui de la France et du département.
La commune fait partie de la couronne de l'aire d'attraction d'Alès, du fait qu'au moins 15 % des actifs travaillent dans le pôle,. Elle compte 52 emplois en 2018, contre 59 en 2013 et 57 en 2008. Le nombre d'actifs ayant un emploi résidant dans la commune est de 208, soit un indicateur de concentration d'emploi de 25 % et un taux d'activité parmi les 15 ans ou plus de 49,1 %.
Sur ces 208 actifs de 15 ans ou plus ayant un emploi, 43 travaillent dans la commune, soit 21 % des habitants. Pour se rendre au travail, 84,5 % des habitants utilisent un véhicule personnel ou de fonction à quatre roues, 1 % les transports en commun, 4,6 % s'y rendent en deux-roues, à vélo ou à pied et 9,8 % n'ont pas besoin de transport (travail au domicile).

### Activités hors agriculture
53 établissements sont implantés à Saint-Jean-de-Valériscle au 31 décembre 2019. Le tableau ci-dessous en détaille le nombre par secteur d'activité et compare les ratios avec ceux du département,.
| Secteur d'activité                                                                                        | Commune | Commune | Département |
| Secteur d'activité                                                                                        | Nombre  | %       | %           |
| --- | ------- | ------- | ----------- |
| Ensemble                                                                                                  | 53      |         |             |
| Industrie manufacturière, industries extractives et autres                                                | 5       | 9,4 %   | (7,9 %)     |
| Construction                                                                                              | 7       | 13,2 %  | (15,5 %)    |
| Commerce de gros et de détail, transports, hébergement et restauration                                    | 18      | 34 %    | (30 %)      |
| Information et communication                                                                              | 3       | 5,7 %   | (2,2 %)     |
| Activités spécialisées, scientifiques et techniques et activités de services administratifs et de soutien | 8       | 15,1 %  | (14,9 %)    |
| Administration publique, enseignement, santé humaine et action sociale                                    | 5       | 9,4 %   | (13,5 %)    |
| Autres activités de services                                                                              | 7       | 13,2 %  | (8,8 %)     |

Le secteur du commerce de gros et de détail, des transports, de l'hébergement et de la restauration est prépondérant sur la commune puisqu'il représente 34 % du nombre total d'établissements de la commune (18 sur les 53 entreprises implantées à Saint-Jean-de-Valériscle), contre 30 % au niveau départemental.

### Agriculture
|               | 1988 | 2000 | 2010 | 2020 |
| ------------- | ---- | ---- | ---- | ---- |
| Exploitations | 30   | 17   | 14   | 3    |
| SAU (ha)      | 29   | 17   | 21   | 13   |

La commune est dans les Cévennes, une petite région agricole occupant l'ouest du département du Gard. En 2020, l'orientation technico-économique de l'agriculture  sur la commune est la culture de fruits ou d'autres cultures permanentes. Trois exploitations agricoles ayant leur siège dans la commune sont dénombrées lors du recensement agricole de 2020 (30 en 1988). La superficie agricole utilisée est de 13 ha,,.

## Culture locale et patrimoine

### Lieux et monuments
- Le vieux village est remarquable avec son quartier médiéval du Barry. Ce quartier forme ses propres remparts. Les vieilles maisons, les ruelles, les passages voûtés contribuent à maintenir l'image moyenâgeuse du village.
- L'église Jean-l'Évangéliste de Saint-Jean-de-Valériscle, de style roman, détruite lors des guerres de religion, restaurée aux XVIIe et XIXe siècles.
- Le château, datant du XIIIe siècle, incendié lors des guerres de religion, ayant servi de logements aux mineurs au XXe siècle, devenu propriété privée.
- Le musée des blasons, unique en France[37].
- Les restes de l'embranchement ferroviaire conduisant au Martinet (ligne du Martinet à Beaucaire, se raccordant à Saint-Julien-de-Cassagnas à la ligne du Teil à Alès, toujours exploitée entre Alès et Bessèges qui était utilisée pour acheminer le charbon extrait des mines, agrémentent encore le paysage (viaduc par-dessus l'Auzonnet).

### Monuments industriels
- Filature Brahic[38], place de la Mairie.
- Verrerie Gilly[39], construite vers 1750 pour exploiter le charbon produit localement, au lieu-dit la Nougarède.
- Martinet de Maricamp[40], dans le quartier de Pommiers : forge bâtie en 1490 à côté d'un bâtiment fortifié, démolie au début du XVIIe siècle, reconstruite plus tard comme moulin a grain finalement racheté en 1879 par la compagnie des mines de La Grand-Combe pour en faire des bureaux.

### Personnalités liées à la commune
- Geneviève de Gaulle-Anthonioz[41], née le 25 octobre 1920 à Saint-Jean-de-Valériscle, décédée à Paris le 14 février 2002, résistante, déportée et présidente d'ATD Quart Monde. Nièce de Charles de Gaulle. Son père était ingénieur aux mines de Saint-Jean-de-Valériscle. Elle est titulaire de la Croix de Guerre, de la Médaille de la Résistance et est la première femme à recevoir la dignité de Grand Croix de la Légion d'honneur. Un cercueil contenant une urne avec de la terre provenant de sa sépulture a été transféré le 27 mai 2015 au Panthéon.
- Francis Lacassin, né le 18 novembre 1931 à Saint-Jean-de-Valériscle, décédé à Paris le 12 août 2008, journaliste, éditeur, écrivain, scénariste et essayiste.
- Pierre Santini, né le 9 août 1938 à Paris, comédien et metteur en scène, a vécu plusieurs années dans le village.